# إيروس برافرمان
إيروس برافرمان (بالإنجليزية: Irus Braverman)‏‏ (1970 - ) عالمة في الأتنيات .